# Distretto di Başkale

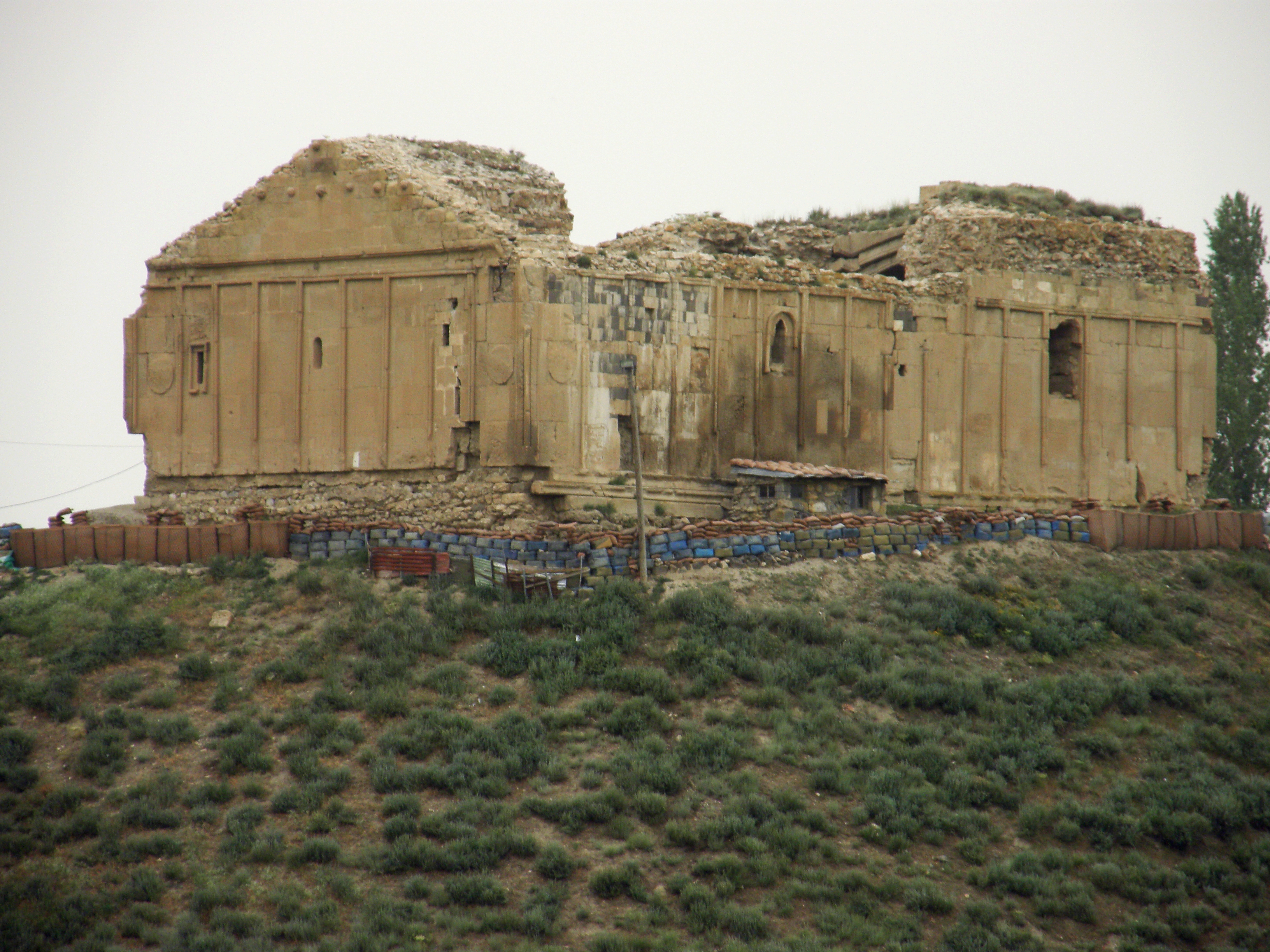
Saint Bartholomew Armenian Monastery in Başkale district

Il distretto di Başkale (in turco Başkale ilçesi) è uno dei distretti della provincia di Van, in Turchia.
Confina a nord con il distretto di Saray, ad est con l'Iran, a sud con i distretti di Yüksekova e Hakkâri (provincia di Hakkâri) e ad ovest con quello di Gürpınar, cui è collegato attraverso il Güzeldere Geçidi, una delle strada asfaltate tra le più alte situate in stati europei (pur trovandosi in un'area esterna ai confini geografici dell'Europa).